# Župna crkva Bezgrešnog začeća Blažene Djevice Marije u Oranicama
Župna crkva Bezgrešnog začeća Blažene Djevice Marije katolička je crkva građena od 2002. do 2004. godine. Dana 14. listopada 2007. godine posvetio ju je zagrebački nadbiskup kardinal Josip Bozanić.
Crkva se nalazi se u Zagrebu u naselju Malešnica u četvrti Stenjevec.

## Galerija
- Pogled na crkvu
- Unutrašnjosti, križ iznad oltara
- Skulpture ispred crkve, postaje križnog puta